# フリッツ・ナリンガー
フリードリヒ・"フリッツ"・ナリンガー（Friedrich "Fritz" Nallinger、1898年8月6日 - 1984年6月4日）は、ドイツの自動車技術者である。1920年代から1960年代にかけて、ダイムラー・ベンツで活躍し、その間、1940年から1965年まで同社の技術部門の責任者を務めた。1940年以降は同社の取締役の一人として、経営面にも関わった。技術者としての専門分野はエンジンだが、自動車そのものの総合的な構想力についても優れた才能を有していた。

## 経歴

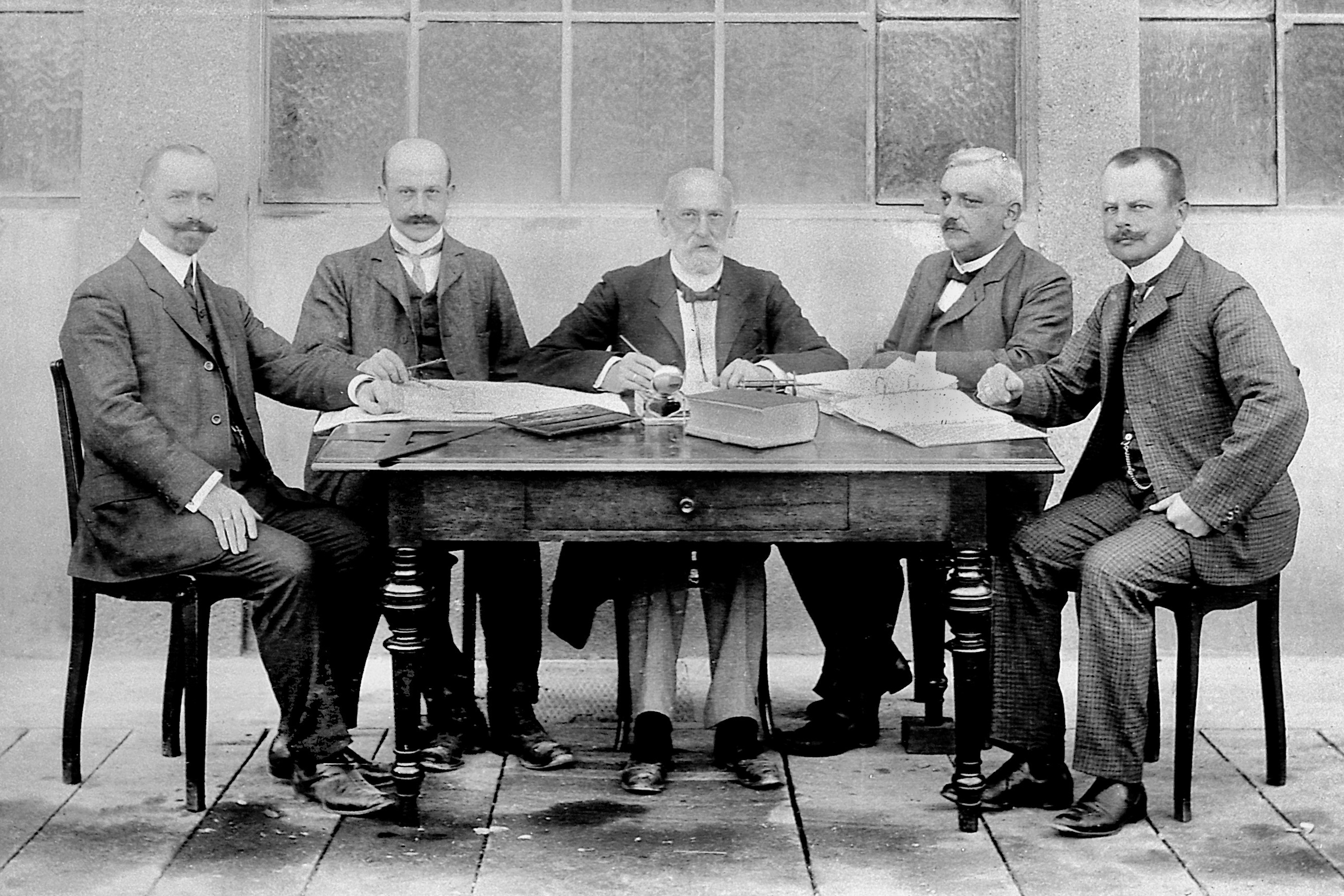
1907年時点のダイムラー社（DMG）の取締役たち。右から2番目がナリンガーの父フリードリヒ。

1898年、父フリードリヒ・ナリンガー（1863年5月23日 - 1937年2月13日）と母マリア・ナリンガーの間に生まれた。父フリードリヒは1904年5月1日に製造部門の責任者としてダイムラー社（Daimler Motoren Gesellschaft）に加わっており、ナリンガーは自動車を身近なものとして育った。父フリードリヒはダイムラー社の取締役を務めていたが、1911年にベンツ社に移り、翌1912年からは同社の技術部長・取締役を務めた。
ナリンガーは第一次世界大戦中の1916年に高校を卒業した。同年10月に兵役に就き、航空分野への興味から、空軍に配属されパイロットとしての訓練を受けた。

### ベンツ
1918年に戦争が終わると、カールスルーエ工科大学で機械工学を学び、1922年10月に24歳で卒業し、ベンツ社の設計者となる。この頃はベンツ社のワークスドライバーも務め、1925年にバーデン＝バーデンで行われたレースではルドルフ・カラツィオラに次ぐ2位という結果を残した。

### ダイムラー・ベンツ
1926年、ベンツ社がダイムラー社と合併して「ダイムラー・ベンツ」が設立された。それに伴い、ベンツ社の技術者たちはベンツの本社があったマンハイムから、ダイムラー社の設計部門があるシュトゥットガルトのウンターテュルクハイムの施設に移った。車両テスト全般の管理を担当するようになったナリンガーは、同社の技術部門のトップであるフェルディナント・ポルシェ、次いでハンス・ニベルの直属となり、同社の自動車開発の一端を担った。ニベルはベンツ出身であり、ナリンガーとは以前から互いによく知っていたことからより緊密に連携する関係となり、車両テスト部門を任されていたナリンガーは車体やエンジンについての自身のアイデアを反映させる機会が多くなる。
1935年5月、ナリンガーは自動車部門を離れ、ダイムラー・ベンツの航空機、船舶、鉄道、産業用などの大型エンジン（heavy-duty engine）の開発部門の責任者となる。

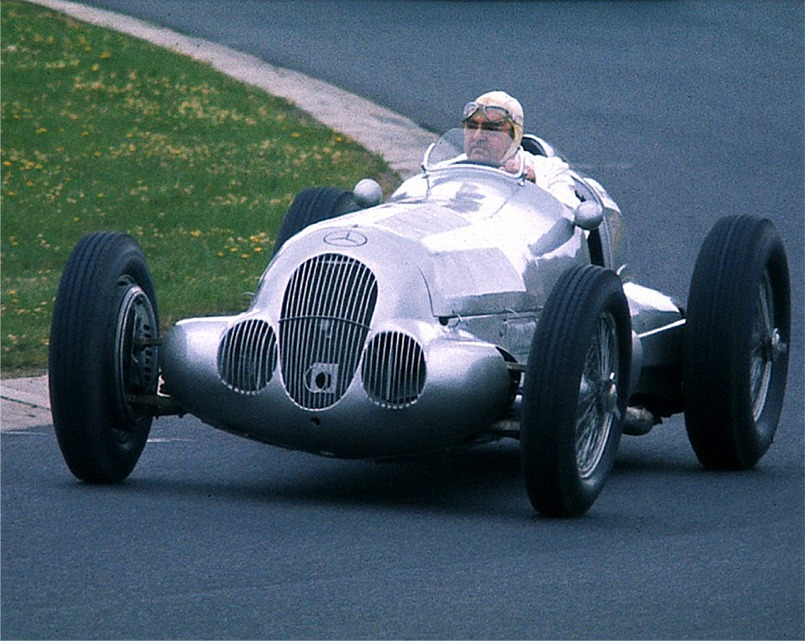
W125（1937年）

この頃からナリンガーは政府からの需要が大きくなっていた航空機エンジンの開発を主に担当したが、1934年末にニベルが急死した影響でレーシングカーの開発は1936年に不振となり、その立て直しの役目もナリンガーに与えられた。1936年8月にルドルフ・ウーレンハウトらによってテスト走行が行われ、その結果から、ナリンガーは新型車（W125）の開発方針を定めた。ナリンガーがまとめた骨子を基に、実際の設計は中央設計本部のベテランであるマックス・ヴァグナーに任せた。ナリンガーが管轄していた車両テスト部門の直下に「レース部門」（Rennabteilung。レーシングカーの設計・開発・製造部門）が新たに設立され、車両の開発はその責任者となったウーレンハウトに任せた。 完成したW125は大きな成功を収め、1937年のグランプリ・シーズンを席巻した。

#### 取締役 / 技術部長
1940年にはダイムラー・ベンツ社の取締役会に加わるとともに、引退するマックス・ザイラーから技術部門全体の責任者の地位を引き継いだ。この時期の同社の取締役としては珍しく、ナリンガーは国家社会主義ドイツ労働者党（ナチ党）に入党しなかった役員の一人である。戦時中はウンターテュルクハイム本社で全部門の研究開発を統括し、特に航空機エンジン部門において多大な貢献を果たした。
1945年に第二次世界大戦が終わると、ナリンガーらドイツの航空機エンジンの技術者（大部分はダイムラー・ベンツの技術者）は同年11月にフランス共和国臨時政府によってオーストリア西部のブレゲンツに集められた。翌年7月からは同政府の要請によりフランスのチュルボメカで航空機用ジェットエンジンの開発に従事することとなり、ナリンガーは同行したドイツ人技術者を率いてそれに当たった。
1947年末にチュルボメカでの役目を解かれ、翌年初めにダイムラー・ベンツの取締役会に復帰した。その後、戦前と同じく研究開発部門の責任者として1965年まで務め、同年に引退した。その職責はハンス・シェレンベルクに引き継がれた。

## 栄典
- 1951年 名誉博士（カールスルーエ工科大学）[W 1]
- 1954年 ドイツ連邦共和国功労勲章 大功労十字星章
- 1957年 名誉教授（バーデン＝ヴュルテンベルク州政府）[W 1]
- 1965年 ルドルフ・ディーゼル・メダル（英語版）